# Горное (Макаровский городской округ)
Го́рное — село в Макаровском городском округе Сахалинской области России.

## География
Село находится на юго-восточном берегу острова Сахалин, на берегу реки Горная, на расстоянии 13 км к северу от города Макаров, административного центра округа.

## История
Своё нынешнее название село получило после Второй мировой войны по географическому расположению.

## Население
| 2002 | 2010 | 2013 | 2021 |
| ---- | ---- | ---- | ---- |
| 260  | ↘75  | ↘38  | ↗41  |

### Половой состав
Согласно результатам переписи 2002 года, в селе проживало 260 человек (135 мужчин и 125 женщин).

### Национальный состав
Согласно результатам переписи 2002 года, в национальной структуре населения русские составляли 87 % из 260 чел.